# Halichondriidae
Halichondriidae é uma família de esponjas marinhas da ordem Halichondrida.

## Gêneros
- Amorphinopsis Carter, 1887
- Axinyssa Lendenfeld, 1897
- Ciocalapata de Laubenfels, 1936
- Ciocalypta Bowerbank, 1862
- Cryptax de Laubenfels, 1954
- Epipolasis de Laubenfels, 1936
- Halichondria Fleming, 1828
- Hymeniacidon Bowerbank, 1858
- Johannesia Gerasimova, Erpenbeck e Plotkin, 2008
- Laminospongia Pulitzer-Finali, 1983
- Spongosorites Topsent, 1896
- Topsentia Berg, 1899
- Vosmaeria Fristedt, 1885